# Вишняковское сельское поселение
Вишняко́вское се́льское поселе́ние — муниципальное образование в Урюпинском районе Волгоградской области России.
Административный центр — хутор Вишняковский.

## География
Вишняковское сельское поселение расположено в северо-восточной части Урюпинского района. На западе и севере поселение граничит с Большинским сельским поселением, на востоке с Новониколаевским районом, на юго-западе с Михайловским сельским поселением.
По территории поселения протекает река Косарка.

## История
Вишняковское сельское поселение образовано 30 марта 2005 года в соответствии с Законом Волгоградской области № 1037-ОД.

## Население
| 2010 | 2012 | 2013 | 2014 | 2015 | 2016 | 2017 |
| ---- | ---- | ---- | ---- | ---- | ---- | ---- |
| 514  | ↘504 | ↘497 | ↘495 | ↘476 | ↗479 | ↘467 |
| 2018 | 2019 | 2020 | 2021 |      |      |      |
| ↘459 | ↘449 | ↘448 | ↘435 |      |      |      |

## Состав сельского поселения
В состав сельского поселения входят 4 населённых пункта:
| № | Населённый пункт  | Тип населённого пункта        | Население |
| - | ----------------- | ----------------------------- | --------- |
| 1 | Верхнецепляевский | хутор                         | 66        |
| 2 | Вишняковский      | хутор, административный центр | 326       |
| 3 | Сычевский         | хутор                         | 63        |
| 4 | Чумаковский       | хутор                         | 59        |

## Экономика
Значительную роль в экономике сельского поселения играет сельское хозяйство: немалую часть площади сельского поселения занимают сельскохозяйственные угодья. Здесь выращивается зерно, подсолнечник, гречиха, бахчевые культуры. Кроме того, в сельском поселении производится и животноводческая продукция.
На территории поселения находятся Вишняковская дамба, главная электросеть Волгоградской области — Михайловско-Волгоградская электросеть.

## Транспорт
Вишняковское сельское поселение расположено у федеральной автомобильной трассы «М-6» «Москва—Волгоград» и железнодорожной станции Алексиково Приволжской железной дороги.
В хуторе Вишняковский проложена хорошая асфальтированная дорога. Большое количество грунтовых дорог. Грунтовая дорога 18 К-1(2) соединяет посёлки Чумаковский, Алексиковский и город Николаевский.